# A Buerda
A Buerda (en aragonès, en castellà Labuerda i oficialment Labuerda/A Buerda) és un municipi aragonès de la província d'Osca (a 118 quilòmetres de la capital), situat a la vall del Cinca, a 569 metres d'altitud, i enquadrat a la comarca del Sobrarb.

## Entitats de població
- San Vicente. Poble situat a 780 metres d'altitud. La seua població era de 23 habitants l'any 1991.[3]
- Fontanal. El llogaret actualment està despoblat.[4]

## Arquitectura
- L'església d'A Buerda és romànica i la seua torre renaixentista. Al temple hi ha una imatge de la Verge, del segle xvi.[2]
- A San Vicente l'església també és romànica. Conserva una estàtua romànica de pedra, taules gòtiques al retaule major i talles d'estil Barroc del segle xviii.[2] El temple és d'una nau, i segueix l'esquema de Santa Maria d'Aïnsa. Per donar-li planta de creu llatina, es van afegir al segle xvi capelles laterals.[5]

## Imatges del municipi

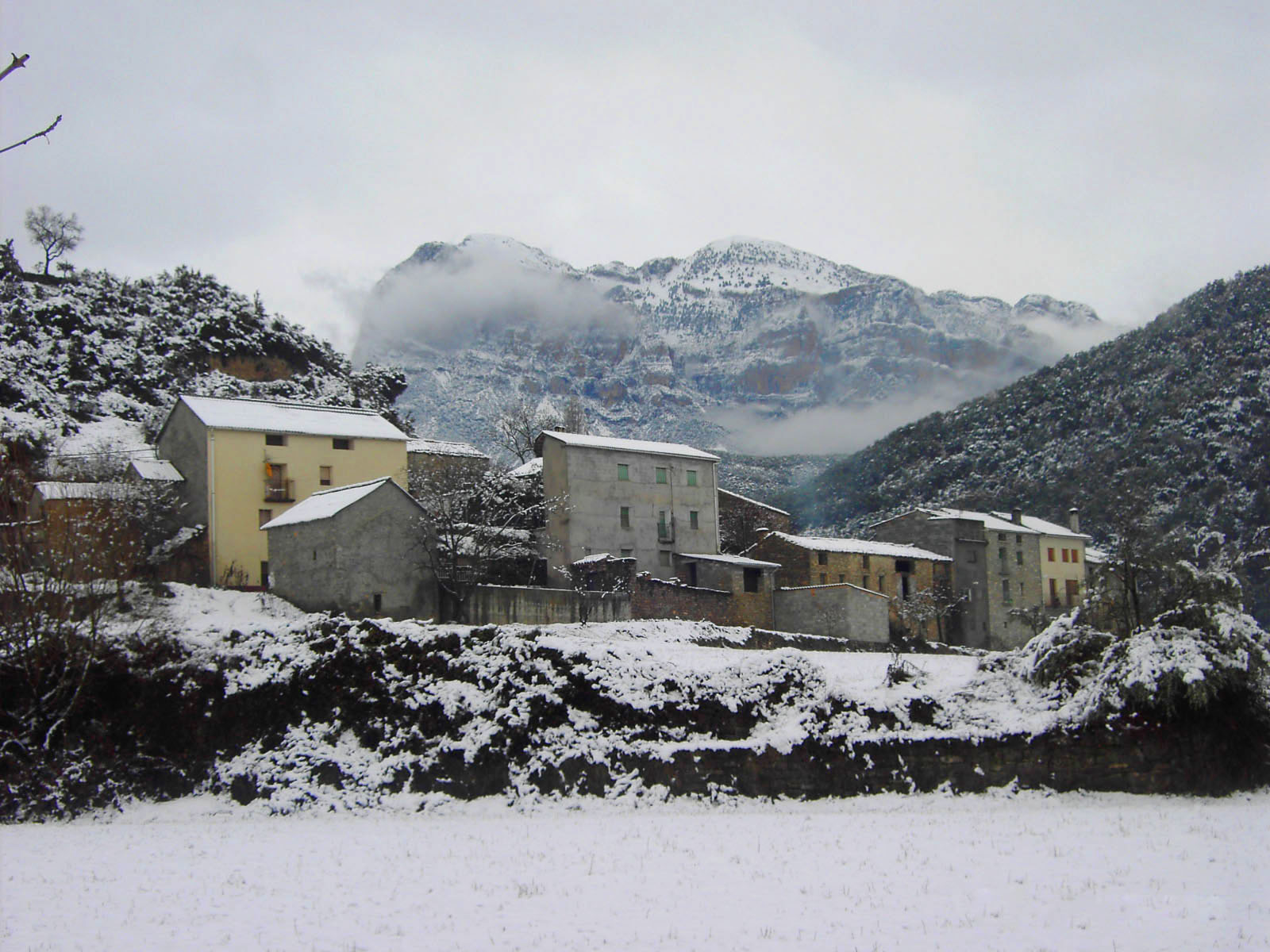
Barri de San Juan
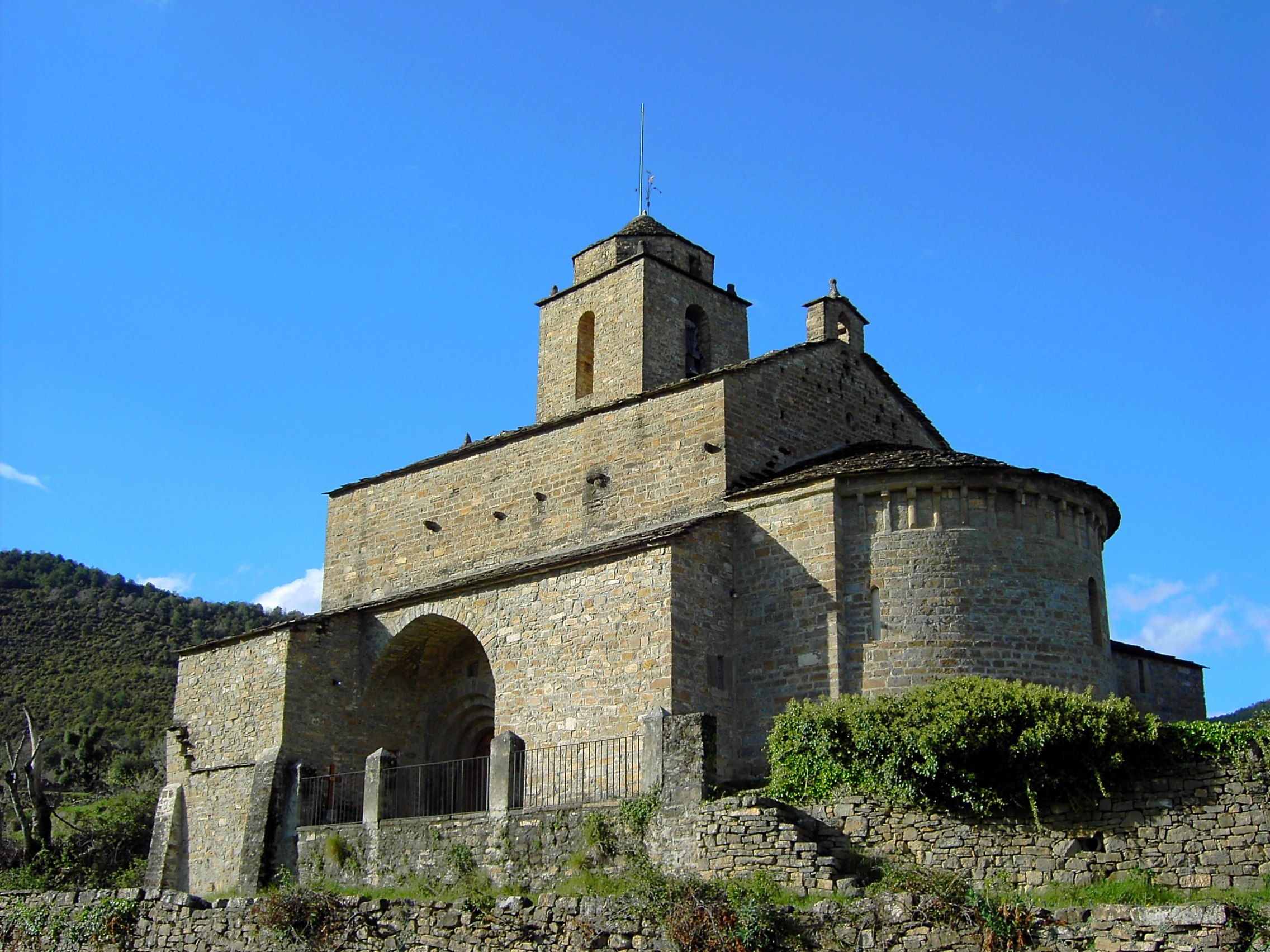
Església de San Vicente
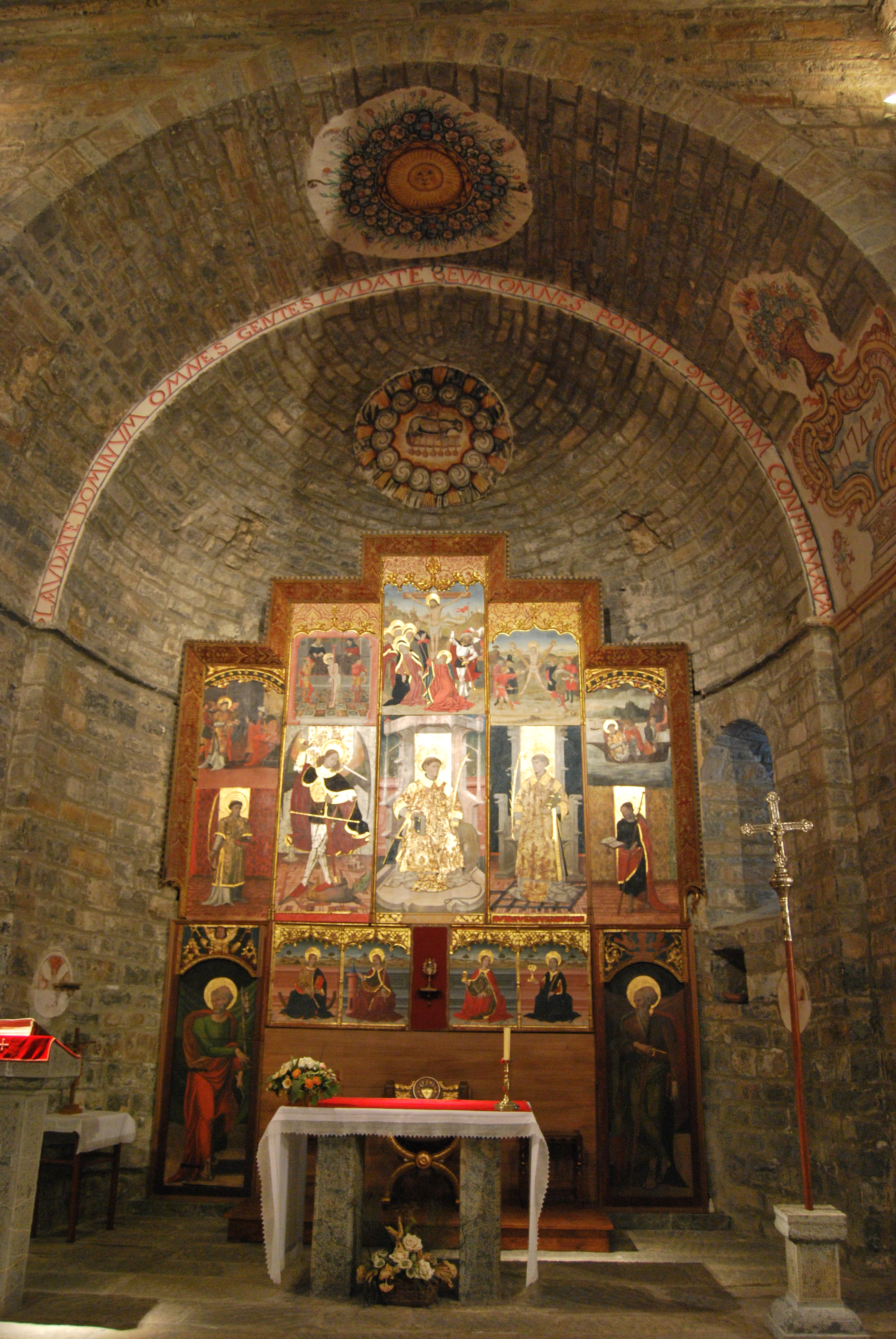
Retaule